# Tortuga estrellada de Birmània
La tortuga estrellada de Birmània (Geochelone platynota) és una tortuga terrestre de la família dels testudínids de Myanmar (Myanmar). Pertany al gènere Geochelone i és molt semblant a la tortuga estrellada de l'Índia (Geochelone elegans). Viu al bosc sec i s'està extingint en el seu hàbitat pel consum humà tant de Myanmar com de la Xina, on de vegades es troba en els mercats d'aliments. L'espècie es troba en l'Apèndix II, és a dir, un permís del país d'exportació és necessari. Segons s'informa, Myanmar no ha concedit un permís d'exportació, és a dir, la majoria de les criades en captivitat són originàries de tortugues il·legals, o adquirides en les importacions abans de la inclusió en el CITES. El Jardí Zoològic de Yadanabon està duent a terme un programa de cria en captivitat per augmentar la seva població.
La tortuga estrellada de Birmània es pot distingir fàcilment de la tortuga estrellada de l'Índia, mitjançant la comparació dels plastrons de les dues espècies. Aquesta espècie es considera en perill crític d'extinció per la Unió Internacional per a la Conservació de la Natura (UICN). Una recent expedició buscant la tortuga estrellada de Myanmar durant 400 hores amb gossos especialment entrenats i voluntaris només va trobar cinc tortugues.